# شوگر لوف
شوگر لوف (به پرتغالی: Pão de Açúcar)کوهی است مانند کله قند که مانند یک نشان به راحتی از هر جایی در ریو دو ژانیرو قابل تشخیص است. اطراف این کوه که حدود ۶۰۰ میلیون سال پیش شکل گرفته‌است، تماماً پوشیده از درختان کاج است. قلهٔ این کوه به دلیل چشم‌انداز پانوراما به شهر و تله کابین هیجان انگیزش یکی از زیباترین و مهترین جاذبه‌های گردشگری برزیل به‌شمار می‌رود.
شما می‌توانید تمام شهر ریو را با زیبایی هر چه تمام تر ببینید و هیجان سوار شدن بر تله کابین بین کوه شوگر لوف و مورا دا اورکا را تجربه کنید. چشم‌اندازهای فوق‌العاده ایاز فراز کوه قابل مشاهده هستند، برای مثال ساحل معروف کوپاکابانا از آن بالا پیداست. هیچ‌گاه نمی‌توان از هیچ نقطهٔ دیگری چنین چشم‌اندازی را مشاهده کرد.

## نگارخانه

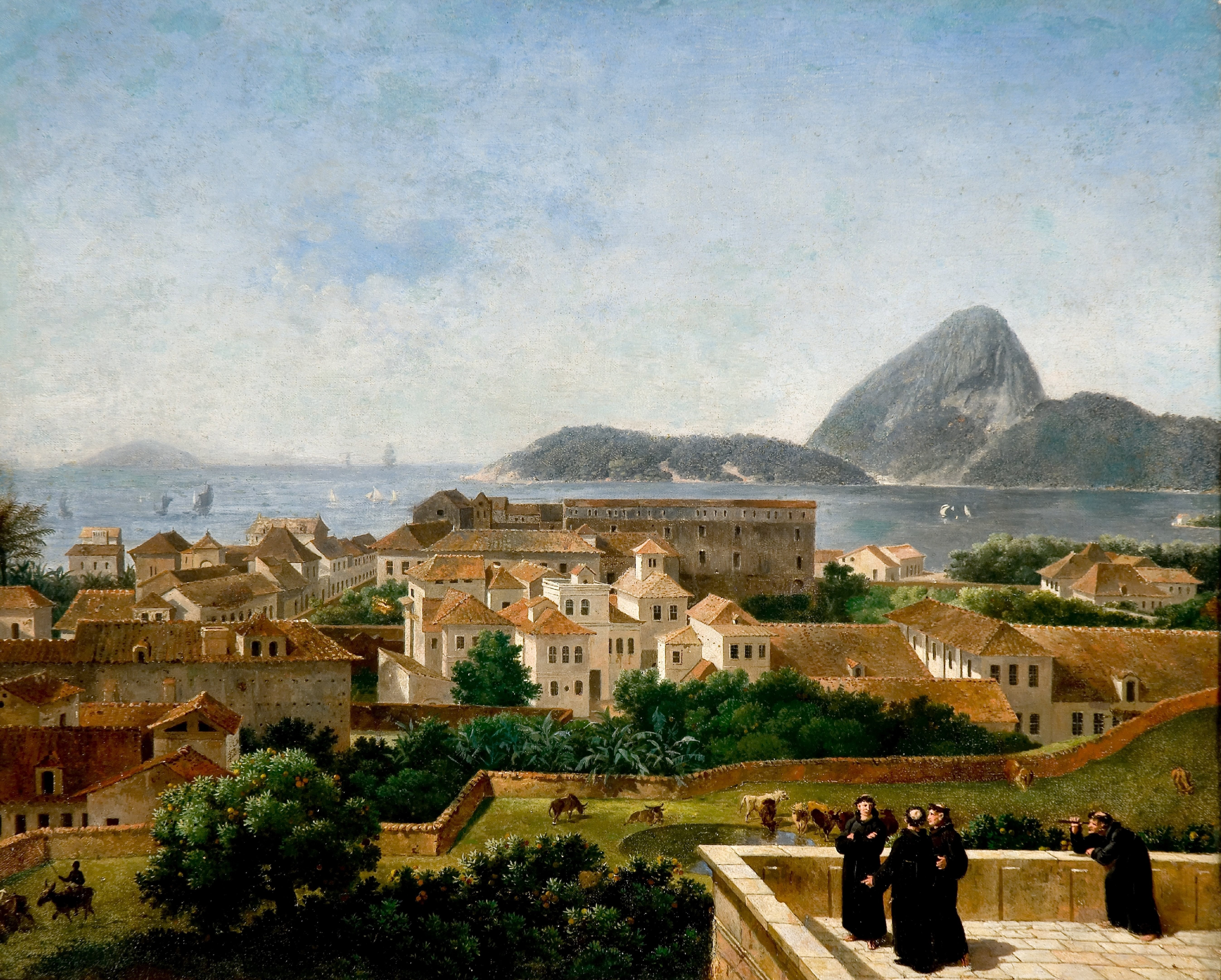
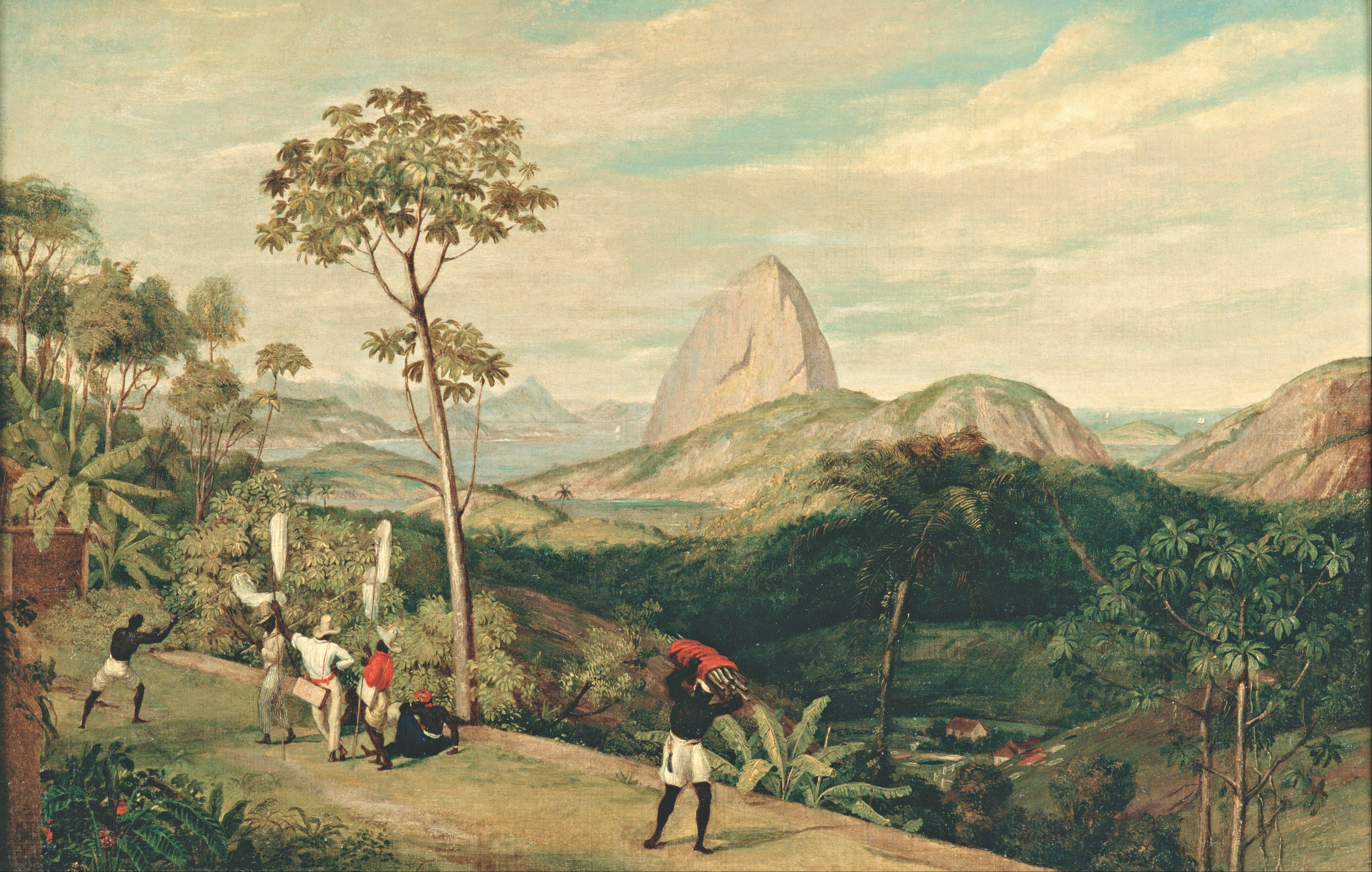
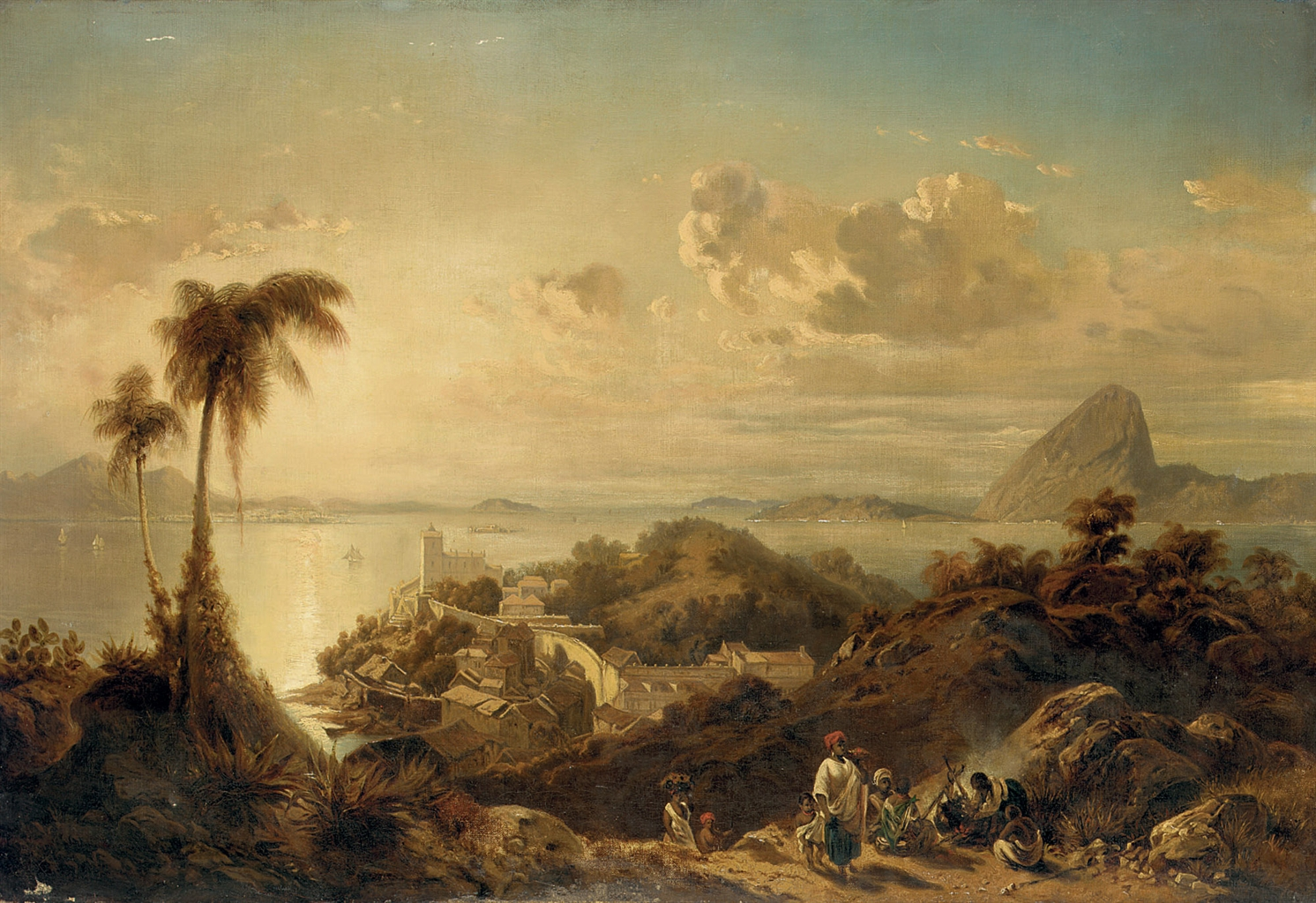
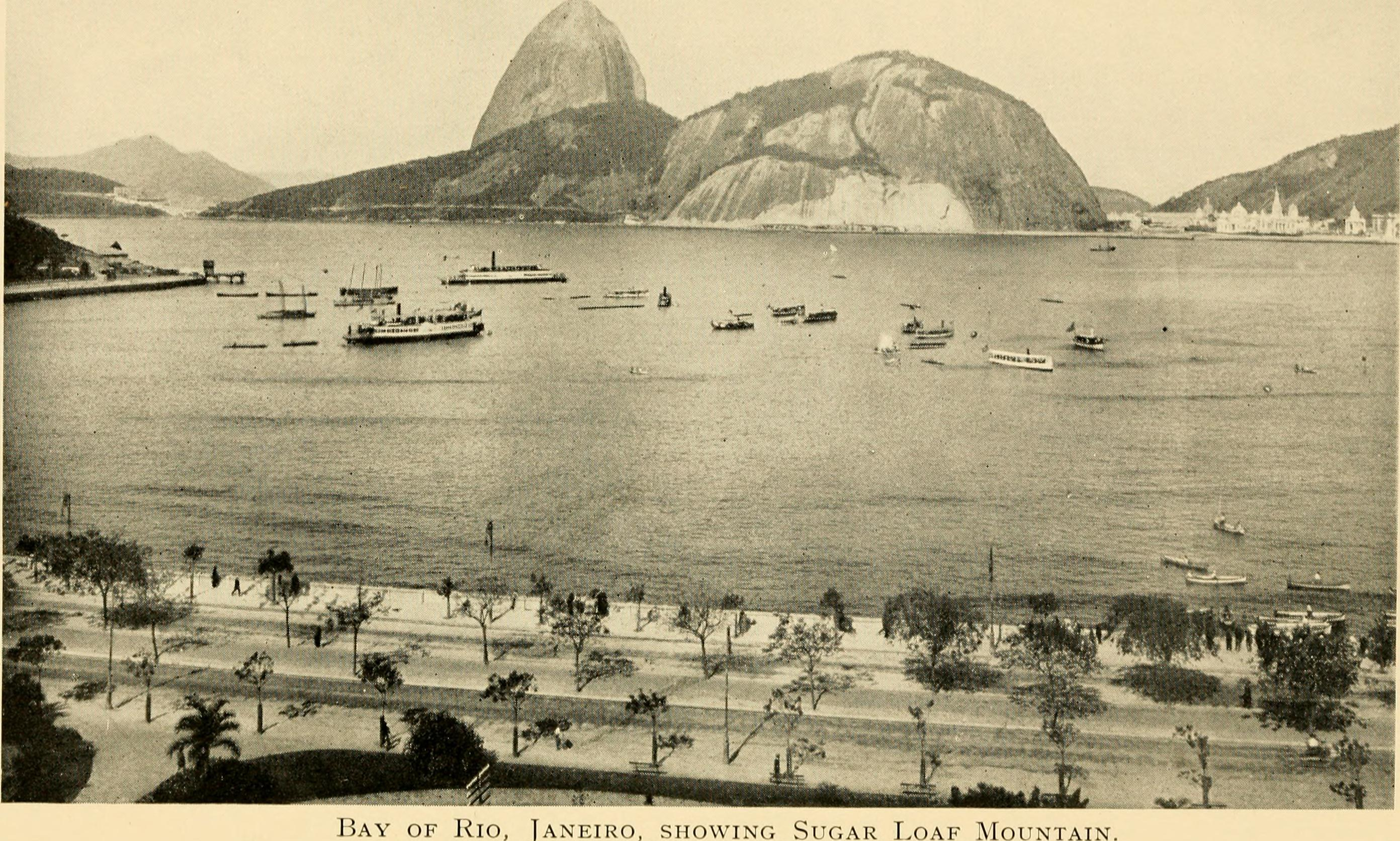
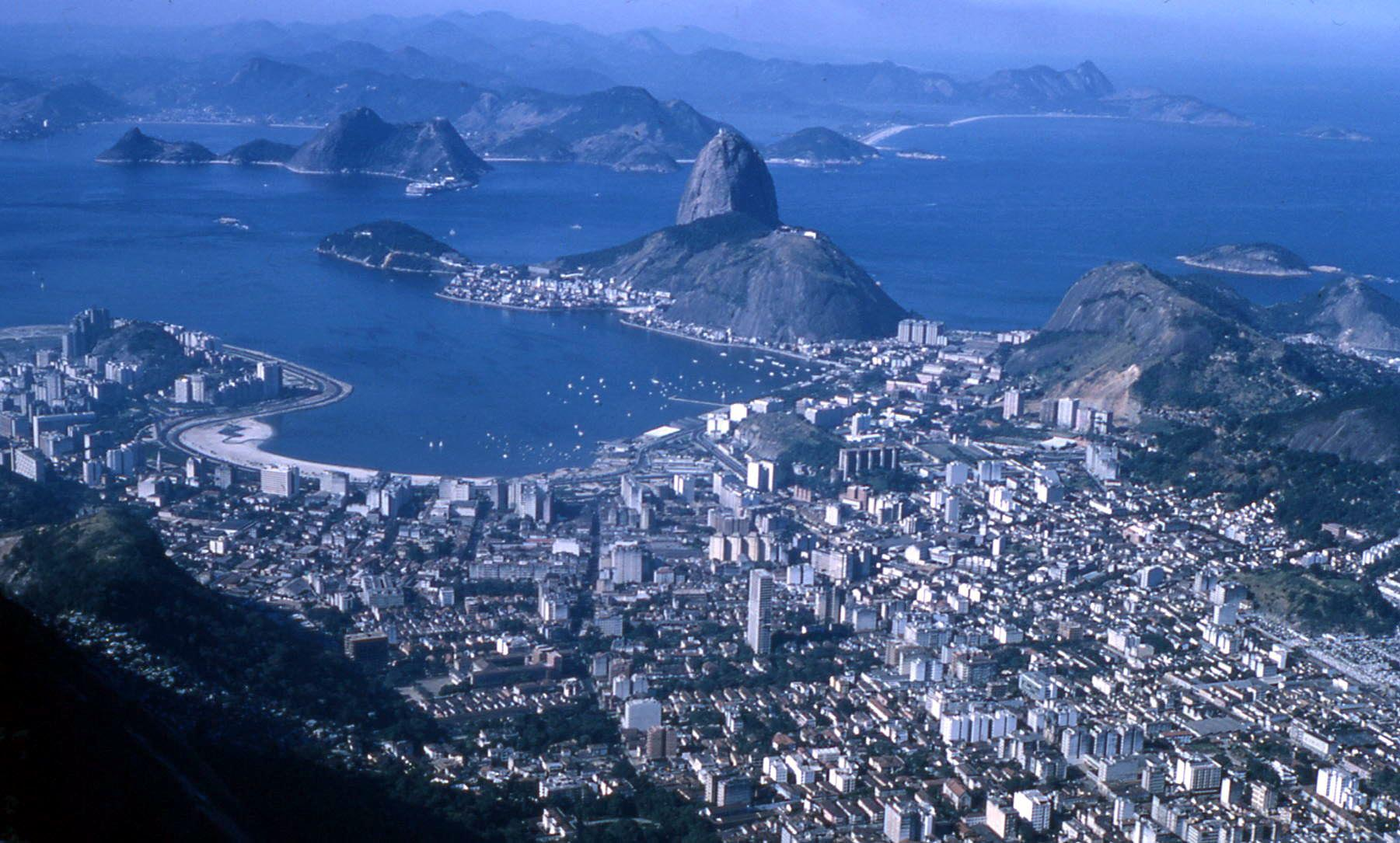
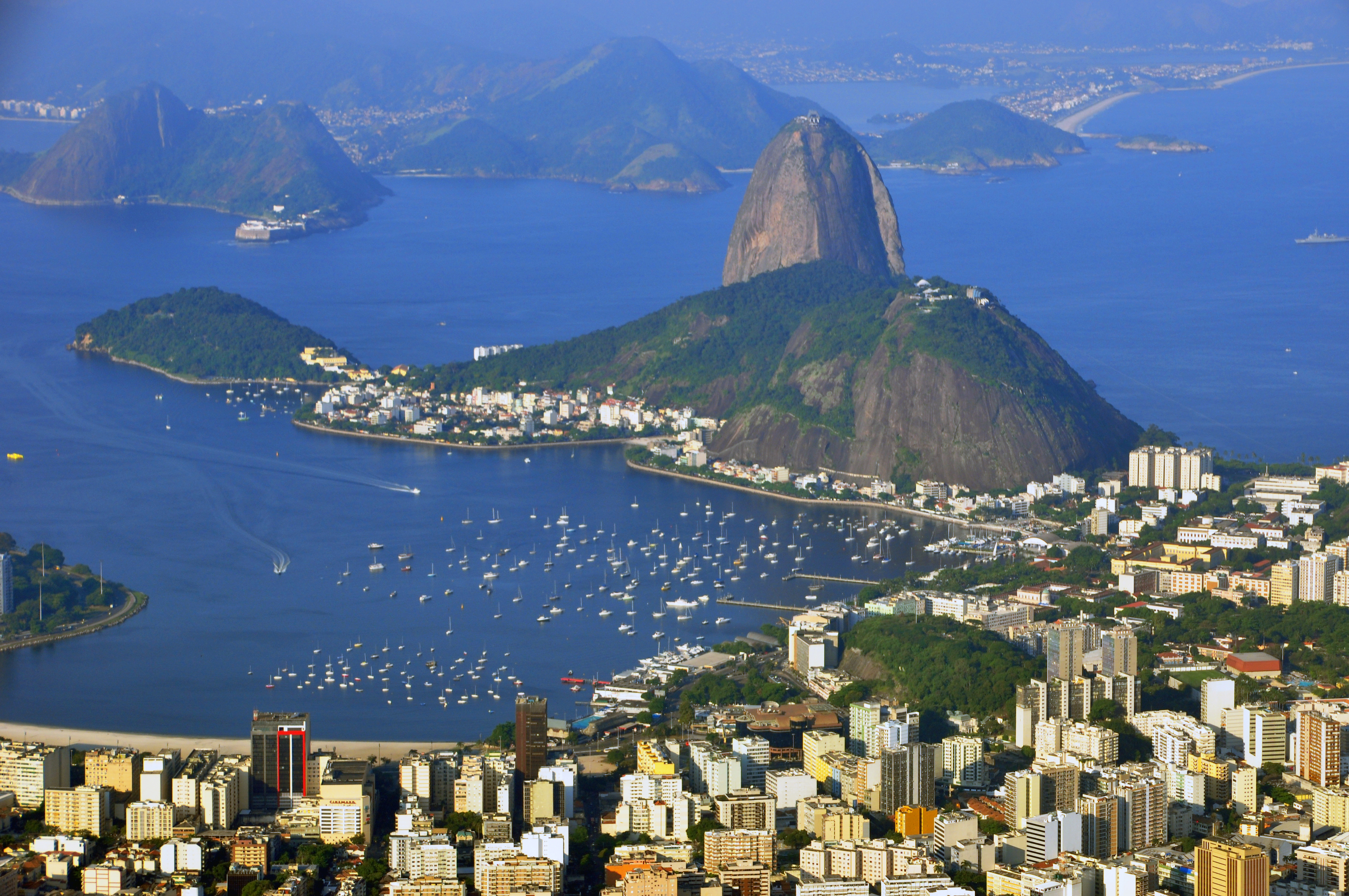
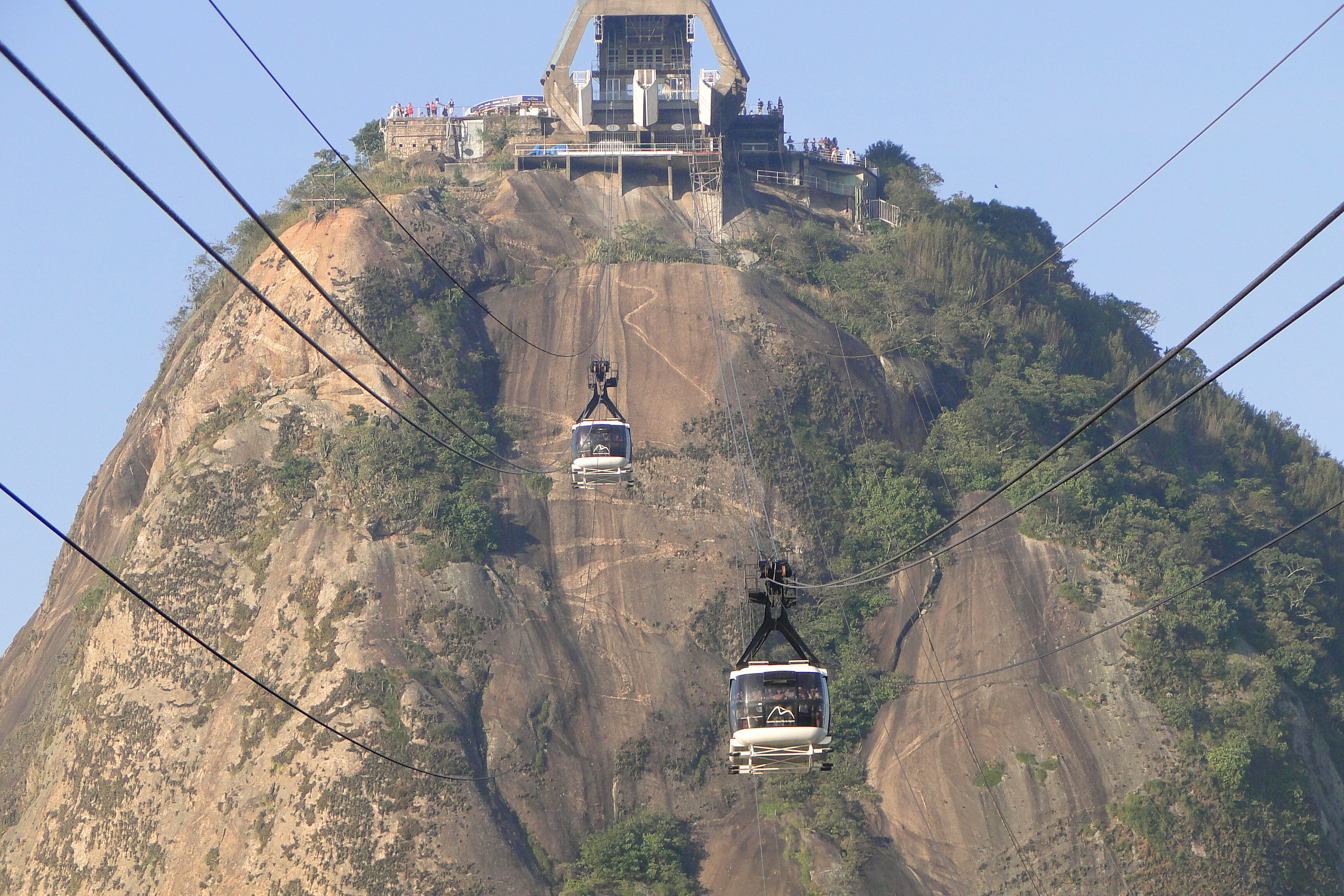
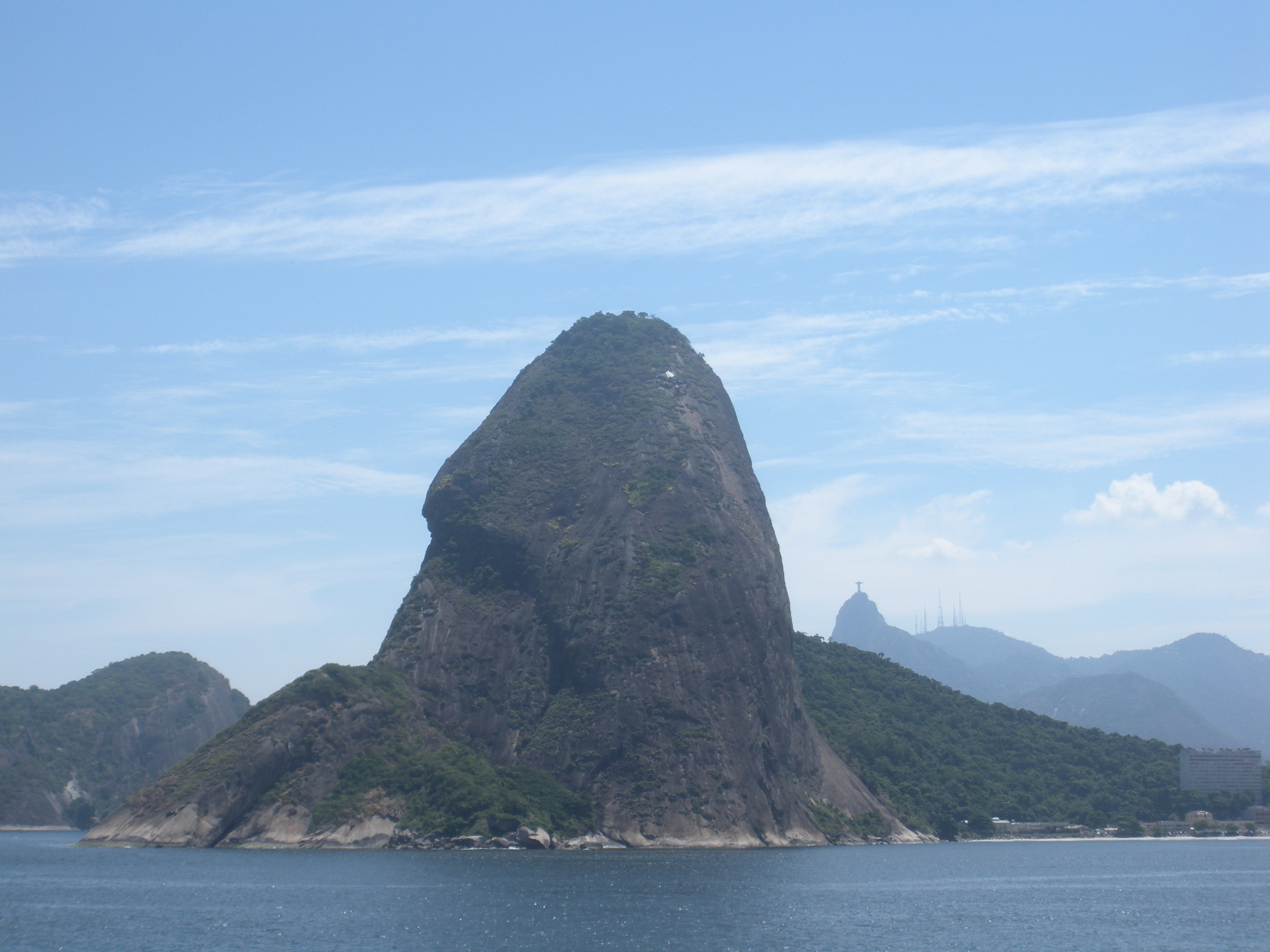
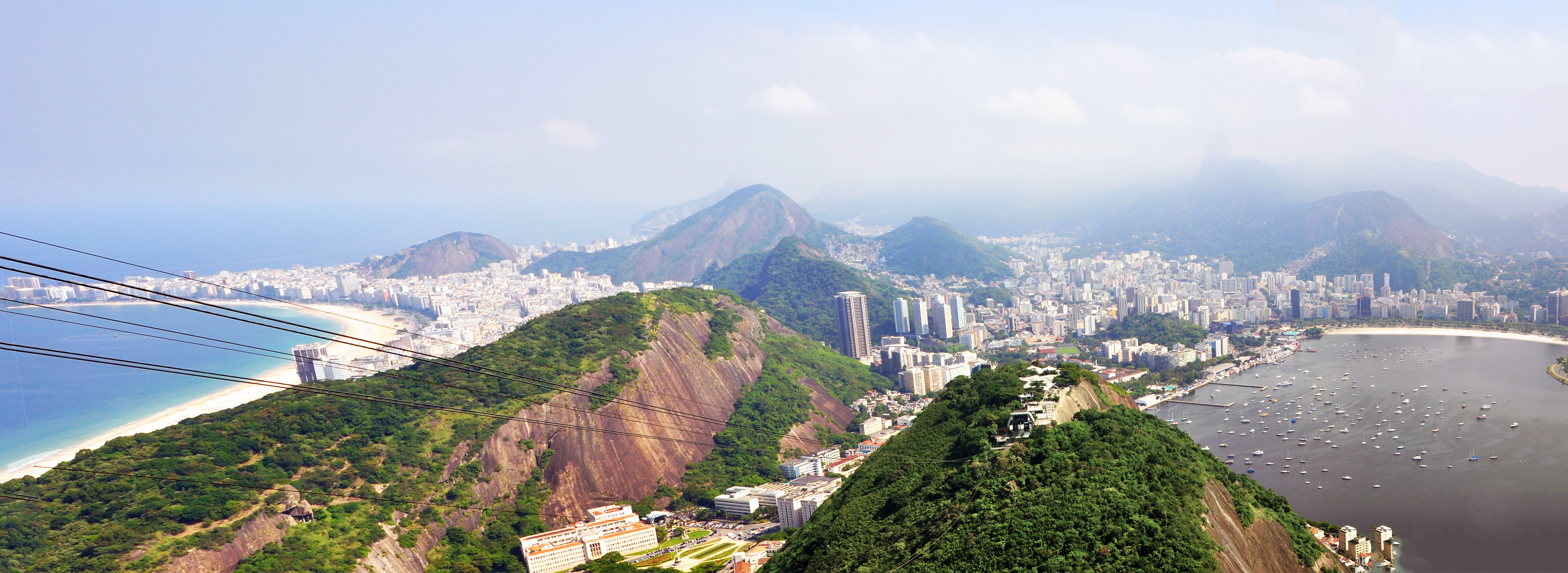
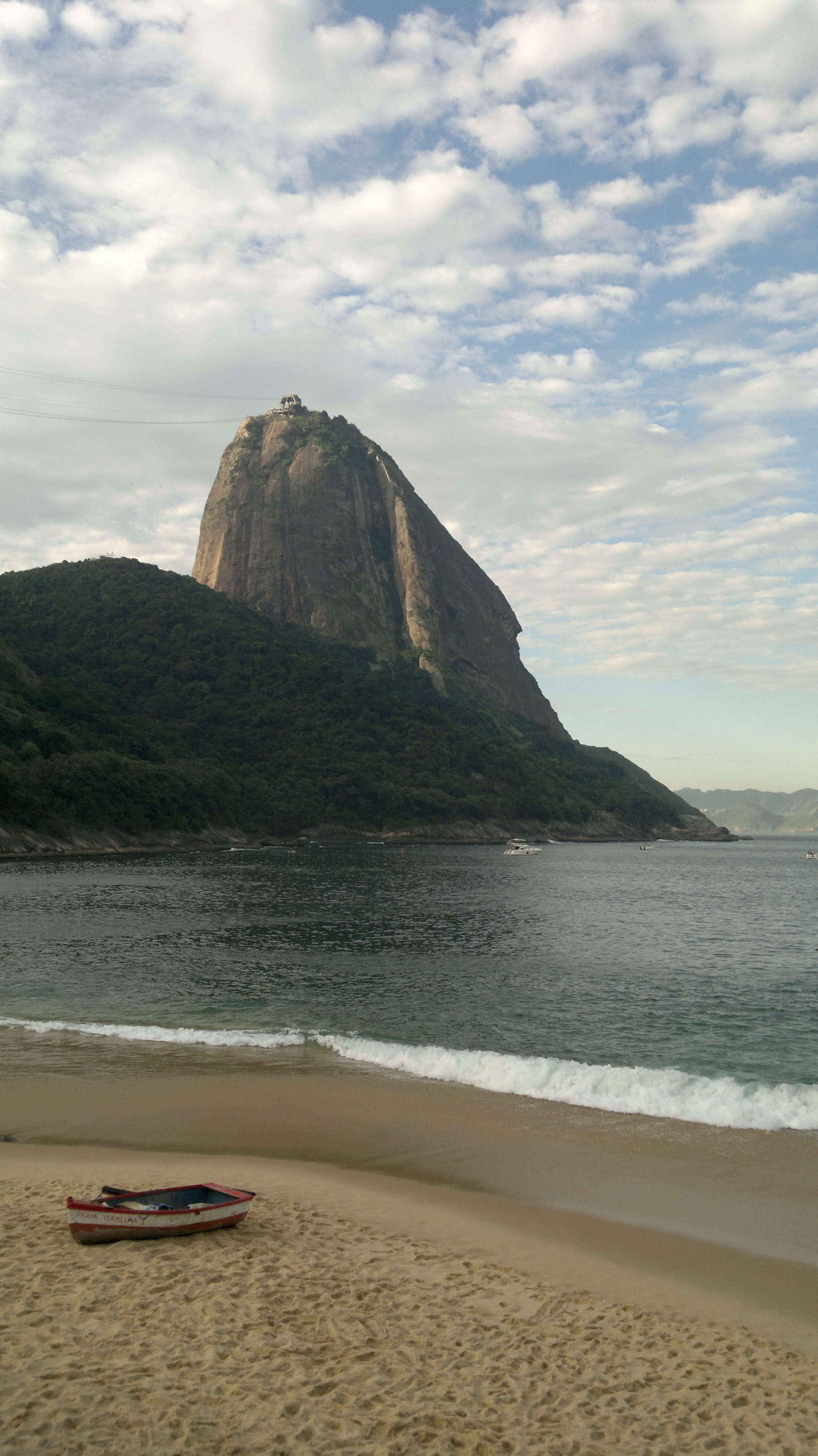
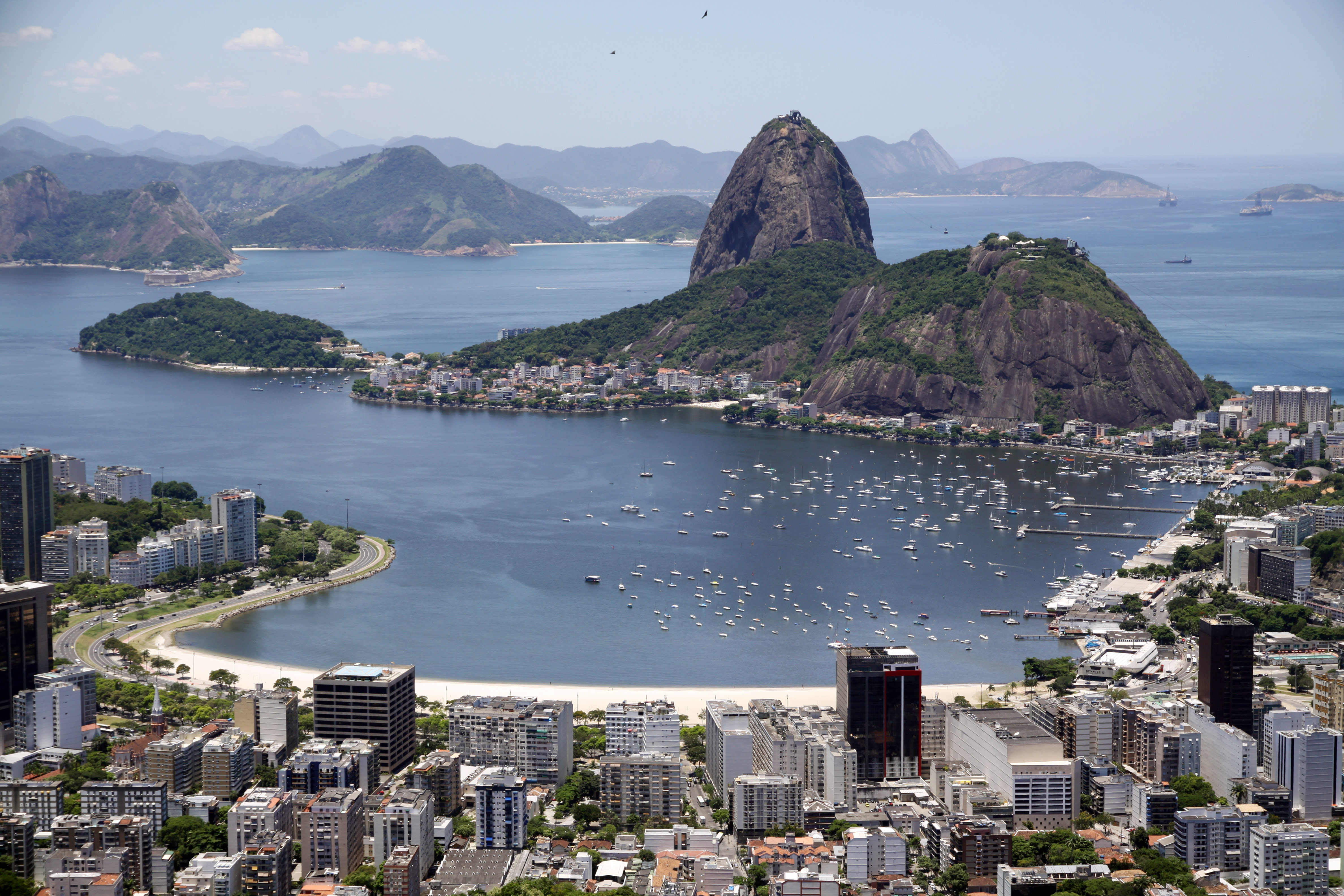
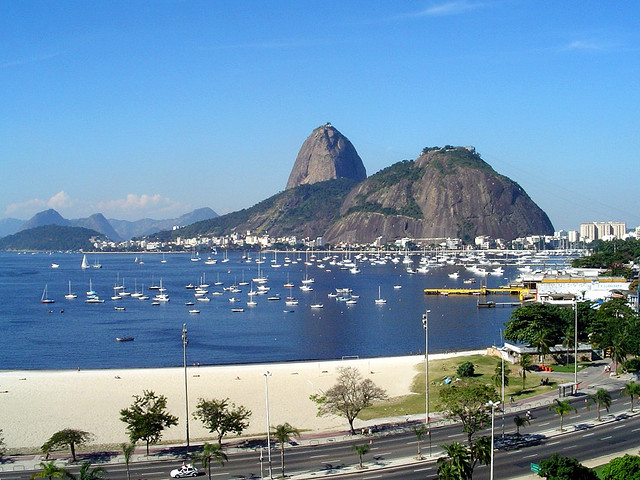
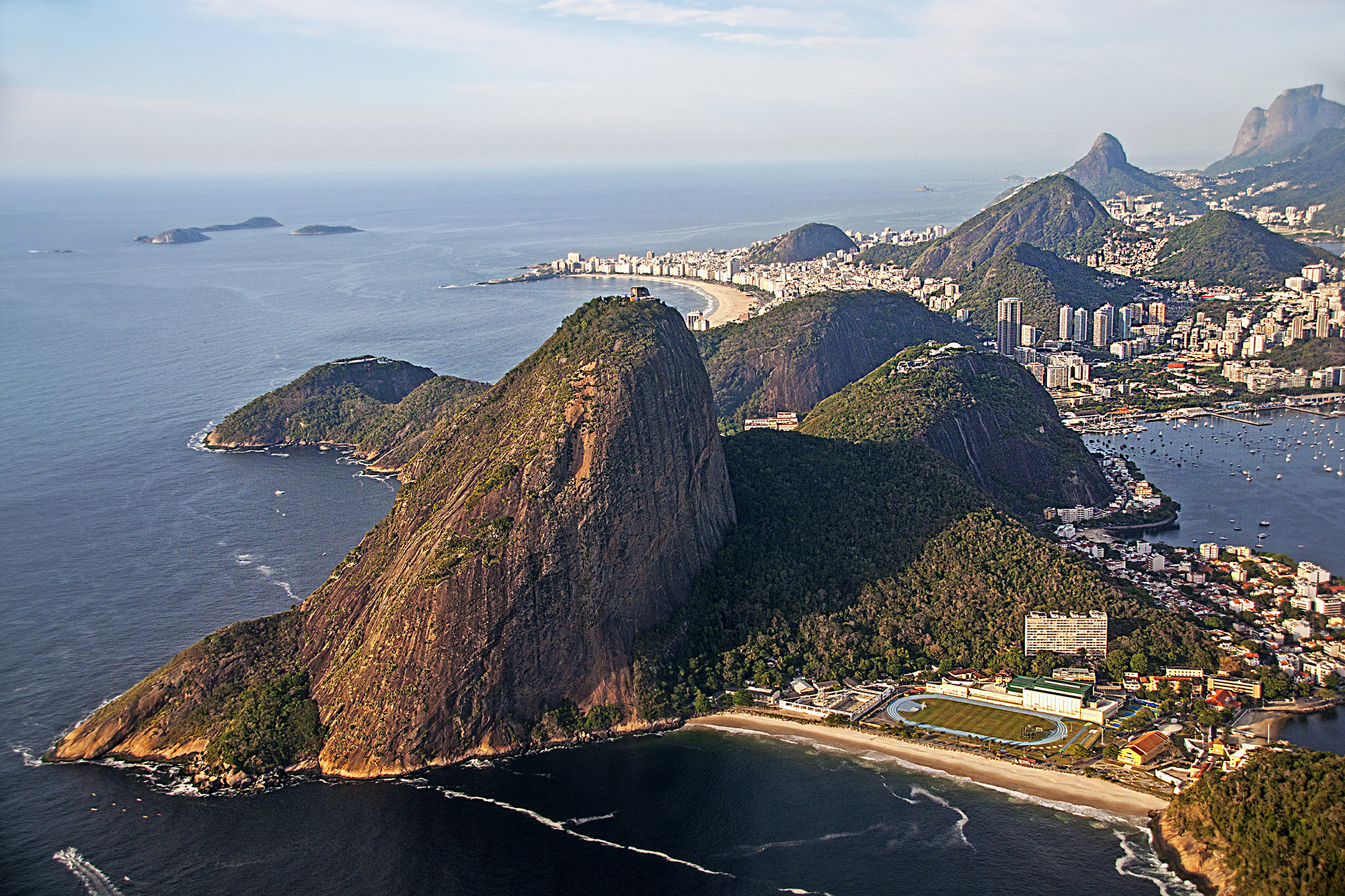
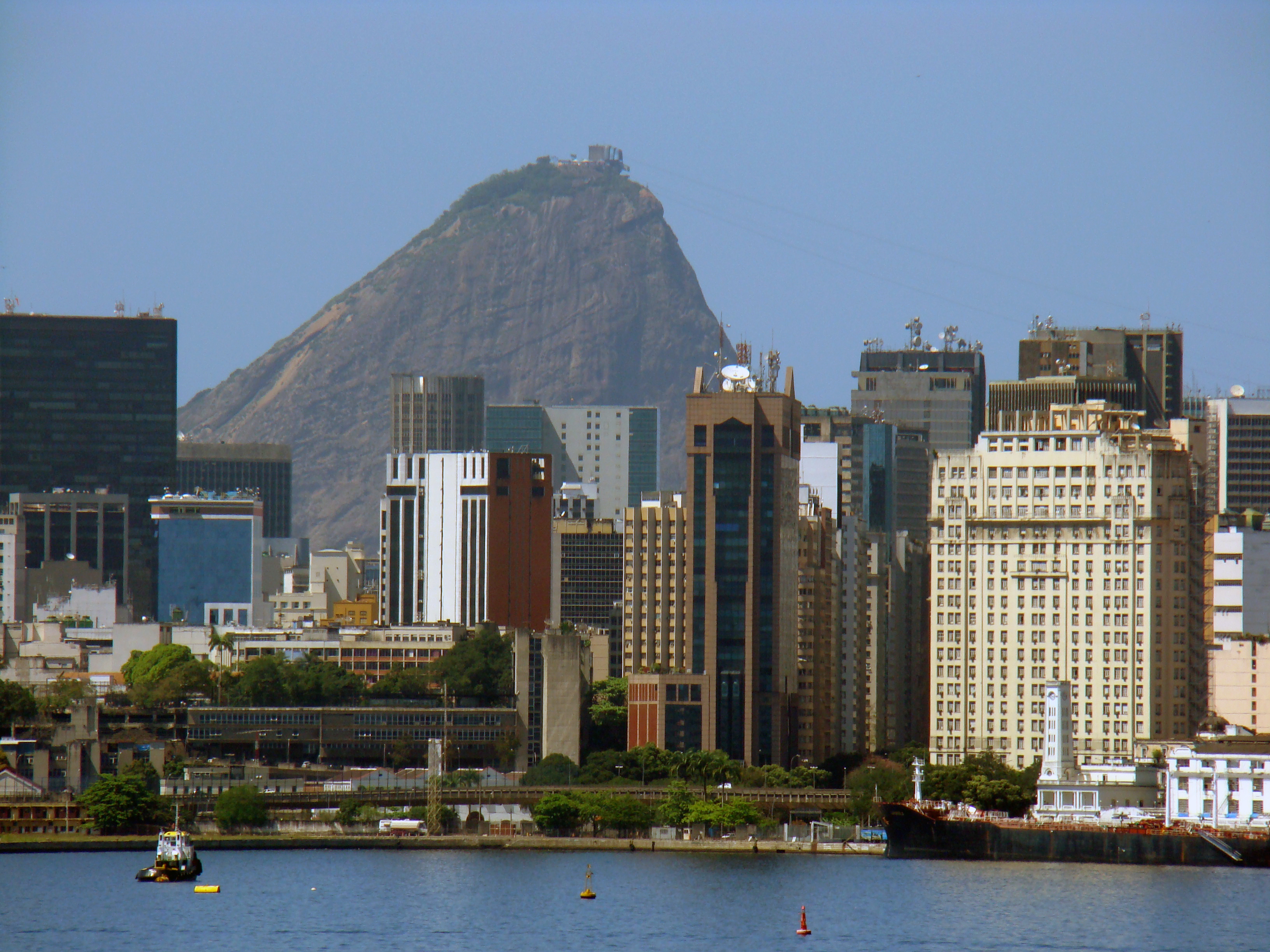
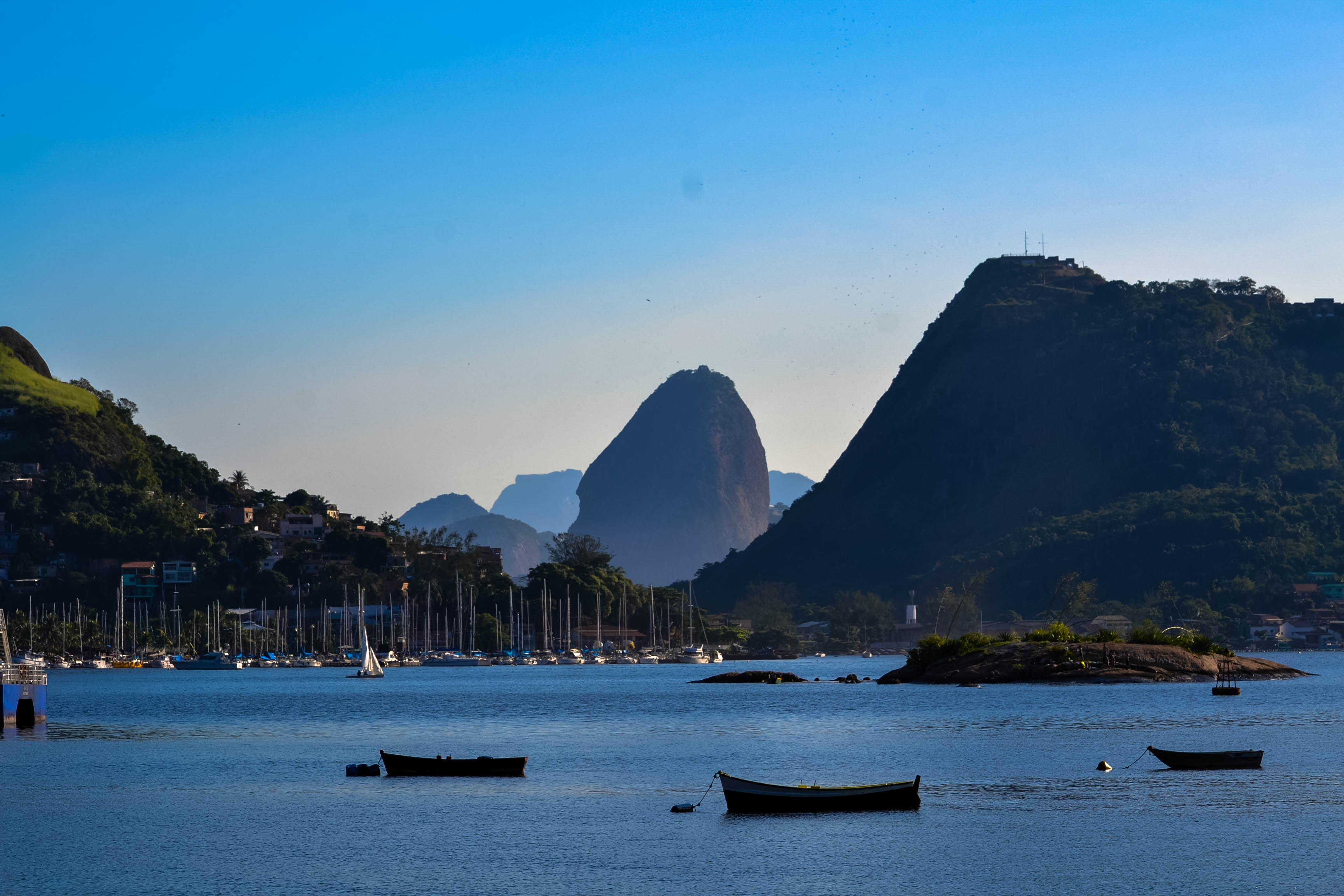